# 布隆方丹機場
布隆方丹機場（英語：Bloemfontein Airport）是位於布隆方丹的機場。

## 航空公司及目的地
- 南非航空
  - 屬下的子公司南非航空快運（開普敦、約翰內斯堡）
  - 屬下的子公司南非航空連結（德班、伊利莎白港）
- 芒果航空（開普敦）

## 航空設備
- 歸航台（NDB）-BL380.0
- 甚高頻全向信標（VOR）-BLV114.1
- 自動終端情報服務（ATIS）-126.45

## 備註
1. ↑  布隆方丹機場 的存檔，存档日期2008-05-07. - 官方網站

## 外部連結
- 布隆方丹機場資訊（英文）
- http://weather.noaa.gov/weather/current/FABL.html （页面存档备份，存于）